# Eratophyes amasiella
Eratophyes amasiella, auch als Birken-Faulholzmotte bekannt, ist ein Schmetterling aus der Familie der Faulholzmotten (Oecophoridae). 

## Merkmale
Die Flügelspannweite liegt zwischen 13 und 16 Millimetern. Der Kopf ist gelb. Am Ende der schwarzen Palpi befindet sich ein kleiner weißer Fleck. Die Fühler sind an der Basis weiß. Anschließend reihen sich abwechselnd schwarze und weiße Fühlerglieder. Am Ende der Fühler kommt zuerst ein längerer weißer Abschnitt gefolgt von einem Endabschnitt, der auf einer Seite schwarz gefärbt ist. Der Hinterleib der Falter ist schwarzbraun. Seitlich nahe der Flügelbasis befindet sich ein gelber Bereich. Die Beine sind schwarz-weiß gebändert. Eratophyes amasiella besitzt ein Flügelmuster, das nur wenig variabel ist. Die schwarzbraunen Vorderflügel besitzen nahe der Flügelbasis ein breites schwefelgelbfarbenes Band. An der äußeren vorderen Flügelkante befinden sich zwei größere gelbe Flecke, an der äußeren hinteren Flügelkante ein einzelner größerer gelber Fleck. Die Flecke und das Band sind von einer dünnen weißen Strichzeichnung umrahmt. Die Hinterflügel sind hellbeige gefärbt.

## Vorkommen
Die Art kommt vermutlich ursprünglich aus Kleinasien, woher das Typusexemplar stammt. In Europa wurde Eratophyes amasiella Ende des 20. Jahrhunderts eingeschleppt. Die Art ist mittlerweile in Deutschland, in Dänemark, in Schweden, in den Niederlanden sowie in Belgien nachgewiesen.

## Lebensweise
Man findet die Motten an Birken (Betula) und Weiden (Salix). Die Schmetterlinge fliegen im Frühjahr von Ende April bis Ende Juni. Die Larven entwickeln sich unter der Rinde abgestorbener Birken.

## Bilder

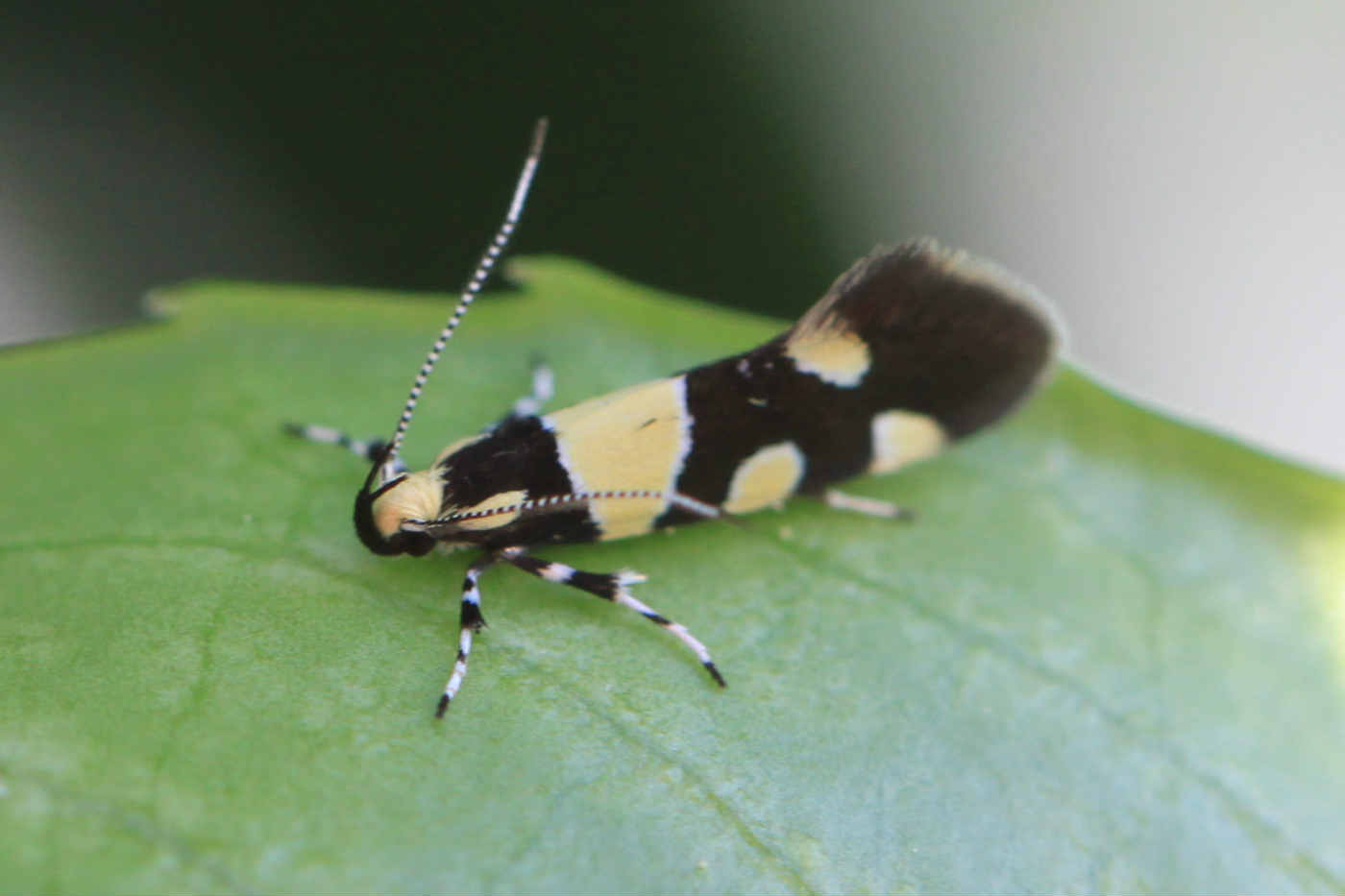
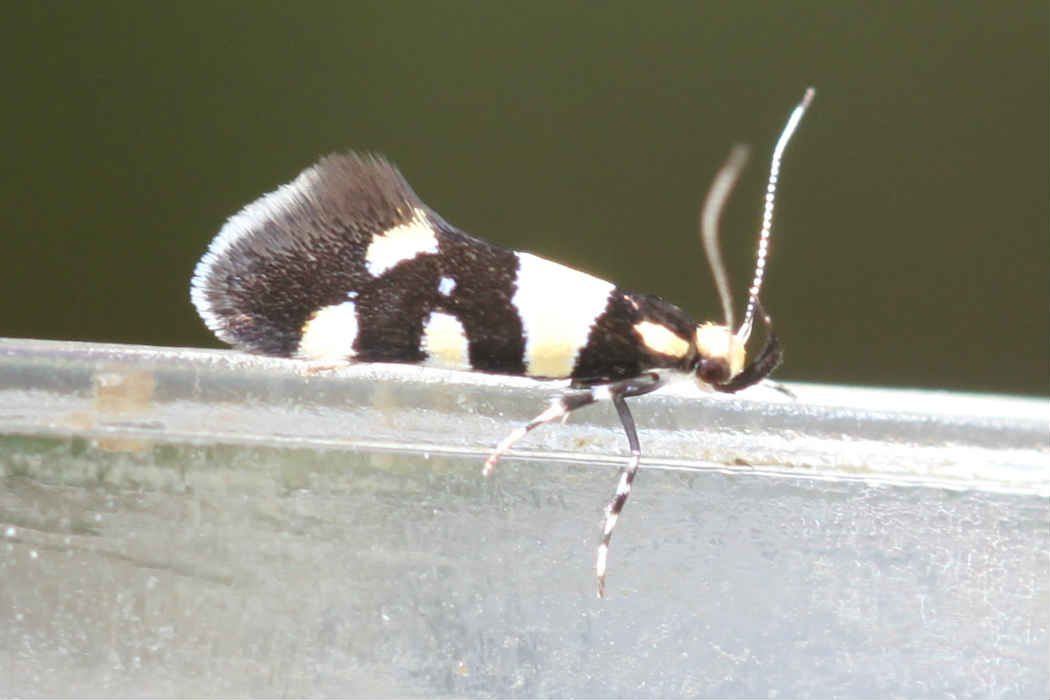